# Claoxylon subsessiliflorum
Claoxylon subsessiliflorum är en törelväxtart som beskrevs av Léon Camille Marius Croizat. Claoxylon subsessiliflorum ingår i släktet Claoxylon och familjen törelväxter. Inga underarter finns listade i Catalogue of Life.